# 毛集镇 (桐柏县)
毛集镇，是中华人民共和国河南省南阳市桐柏县下辖的一个乡镇级行政单位。

## 行政区划
毛集镇下辖以下地区：
湖山村、毛营村、李楼村、毛楼村、向老庄村、钟庄村、蔡庄村、田木湾村、南新庄村、潘庄村、铁山村、熊寨村、毛寨村、石河村、李庄村、光武村、张湾村、窦庄村和王湾村。